# Dawid Nitschmann (1676–1758)
Dawid Nitschmann Wagner, Dawid Nitschmann Alt-Vater, Dawid Nitschmann I (ur. 18 września 1676 w Suchodole, zm. 1758 w Bethlehem) – duchowny i misjonarz braci morawskich.
Wywodził się ze środowiska braci czeskich, którzy wyemigrowali z Królestwa Czech do Saksonii na początku XVIII wieku i osiedlili się w Herrnhut. Był synem Johannesa Nitschmanna i Katarzyny Friedrickin.
Dawid Nitschmann Wagner był jednym z założycieli kościoła braci morawskich. Po ukonstytuowaniu się tego wyznania brał udział w misjach chrystianizacyjnych na Karaibach i w Ameryce Północnej. Ostatnie lata swojego życia spędził we wspólnocie misyjnej w Pensylwanii.
Jego córka Anna została drugą małżonką Mikołaja von Zindendorfa.